# میا آلور
میا آلور (انگلیسی: Mia Alvar) یک نویسنده آمریکایی اهل فیلیپین و ساکن نیویورک است. او جایزه رابرت و بینگهام از انجمن قلم آمریکا را به دست آورد.

## زندگی‌نامه
آلور در مانیل متولد شد و در شش سالگی همراه با پدر و مادرش به بحرین جایی که عموی او در آنجا زندگی می‌کرد نقل مکان کردند. پس از چهار سال سکونت در بحرین، آلور همراه با خانواده‌اش به نیویورک سیتی رفتند، مادرش پس از گذراندن تحصیلات عالی در دانشگاه کلمبیا فارغ‌التحصیل شد. آلور نیز در سال ۲۰۰۰ مدرک کارشناسی خود را از دانشگاه هاروارد گرفت، سپس برای ادامه تحصیل به دانشگاه کلمبیا رفت و در سال ۲۰۰۷ مدرک کارشناسی ارشد خود را از دانشکده هنر دریافت نمود. در حالی که جزو دانشجویان ارشد دوره عالی بود. آلور تصمیم گرفت پس از ده سال برای اولین بار به فیلیپین بازگردد. او در این سفر تجربیات خود از مانیل را ضبط کرد، که بعدها سوژه‌های اصلی داستان کتابهایش شد.